# Američko udruženje inženjerskih društava
 Američko udruženje inženjerskih društava (eng. American Association of Engineering Societies) krovna je organizacija inženjerskih znanosti i zanimanja u SAD-u, koju je 1979. godine osnovala skupina od 43 znanstvenika. Nakon više neuspjelih pokušaja koordinacije društava unutar udruženja tijekom 1980-ih, broj inženjerskih američkih društava u udruženju je smanjen s 22 društva iz 1993. godine na 17 društva 2015. godine.
Od 1902. godine, odnosno od 80. rođendana američkog znanstvenika Johna Fritza, koji je živio između 1822. i 1913. godine, društvo dodjeljuje Medalju Johna Fritza, za iznimna postignuća na području inženjerstva, inženjerske znanosti i industrijskog inženjerstva.

## Vanjske poveznice
- (engl.) aaes.org - službene stranice Američkog udruženja inženjerskih društava  Arhivirana inačica izvorne stranice od 13. svibnja 2016. (Wayback Machine)